# اولیاءالله
اولیاءالله جمع مکسر عربی ولی الله، واژه‌ای عربی به معنای «نزدیکان به خدا» است که امروزه بیشتر به صورت ولی خدا بکار می‌رود.

## باور مسلمانان
بنا بر باور مسلمانان اولیاء خدا کسانی هستند که دارای خصایل و صفات نیکو بوده و در شناخت، پرهیزگاری و پرستش خداوند از دیگران پیشی گرفته‌اند؛ اعمال و گفتار ایشان باید مطابق آیات قرآن، سخنان رسول الله ص و پیشوایان دین باشد.
معمولا از اولیاءخدا برخی خوارق عادات که کرامت نامیده می‌گردد، دیده می‌شود.البته هر نوع عمل خارق العاده‌ای کرامت به حساب نمی‌آید و کرامت با معجزه که مخصوص پیامبران است تفاوت دارد.

## خاک اولیاء
سرزمینی را که در آن تعداد زیادی از کسانیکه مسلمانان آن‌ها را اولیاء الله لقب داده‌اند دفن شده باشند، خاک اولیاء می‌گویند.
خاک اولیاء یکی از مشهورترین القاب شهر هرات در غرب افغانستان است.
همچنین رادک سکورسکی نویسنده پولندی کتابی را با نام (خاک اولیا) به چاپ رسانیده‌است.

## اولیاءالله هرات
در هرات مزارات زیادی وجود دارند که مردم منطقه به آن‌ها احترام میگذارند ازجمله:
- پیر هرات
- امام فخر رازی
- خواجه محمد ابوالولید
- خواجه علی موفق بغدادی
- شهزاده عبدالله
- سلطان آغا
- خواجه غلطان ولی
- مولانا حسین واعظ کاشفی
- خواجه احمد جامی حوض کرباسی
- خواجه یوسف جامی
- خواجه شرف الدین جامی
- خواجه عمادالدین جامی حوض کرباسی
- حاجی میر الله داد روضه باغی
- مرشدان سلسله طریقه نقشبندیه که از طرف احمد جام زنده پیل به ارشاد رسیده‌اند و حاجی میر الله داد روضه باعی جانشین خود الحاج خواجه قیام الدین (زرغون شهر)راتعین نمود . و بعد سلسه طریقه به کمال الدین خاکسار از ده مرادخان چهاردهی کابل و خواجه محمد نورجان در تخارتسلیم داده شد . که سلسله هذا از طرف محمد نورجان به احمدشاه روشان کابل داده شد.